# 2146 스텐터
2146 스텐터는 라그랑주 점 L4점에 위치한 목성 트로이군 소행성이자 C형 소행성이다. 1976년 10월 24일 라 시야 천문대에서 발견되었으며 이름은 그리스 신화의 스텐터에서 이름을 따왔다. 이름이 지어지기 전의 임시 명칭은 1976 UQ였다.

## 회전주기
2016년 6월, 캘리포니아의 태양계 연구 센터 (CS3)의 브라이언 워너가 광도 관측을 통해 스텐터의 회전 광도 곡선을 얻었다. 광도 곡선 분석은 회전 주기를 제공했다. 0.10 크기 의 밝기 진폭을 갖는 16.40±0.02 시간 (U=2), 또한 대체 주기 솔루션(24.88의 별칭 1:1.5)도 얻어졌다.